# Loi sur les territoires occupés d'Ukraine
Lire en ligne

Law of Ukraine on Occupied Territories

La loi sur les territoires occupés d'Ukraine (en ukrainien Закон про окуповані території України, Zakon pro okoupovani terytoriï Oukraïny), officiellement la loi ukrainienne « sur la garantie des droits et libertés des citoyens et du régime juridique dans le territoire ukrainien temporairement occupé » (Закон України «Про забезпечення прав і свобод громадян та правовий режим на тимчасово окупованій території України», Zakon Oukraïny «Pro zabezpetchennia prav i svobod hromadian ta pravovyï rejim na tymtchasovo okoupovaniï terytoriï Oukraïny»), est la législation définissant le statut et le régime juridique des régions du Donbass, de la Crimée et des autres territoires occupés de l'Ukraine pendant la guerre russo-ukrainienne. Elle a été adoptée par le parlement ukrainien le 15 avril 2014, lors de la VIIe convocation de la législature, et a été signée par Oleksandr Tourtchynov, alors président par intérim. Après l'invasion à grande échelle de février 2022, la loi est complétée et élargie.

## Par région
- Occupation russe de la Crimée
- Occupation russe de l'oblast de Zaporijjia
- Occupation russe de l'oblast de Kherson
- Occupation russe de l'oblast de Soumy